# Галерея 1.0
Галерея 1.0 — галерея современного искусства, созданная в Москве в 1991 году.

## История галереи
Галерея была создана в Москве в 1991 году усилиями Владимира Левашова и Екатерины Дёготь.
Первыми выставками галереи были выставки, устроенные в 1991 году на чужих площадках: групповая выставка «Приватные занятия» была открыта в мае в выставочном зале на Солянке, «По плану» (Сергей Ануфриев — Александр Гнилицкий) — в выставочном зале в Пересветовом переулке на Автозаводской.
В выставке «Приватные занятия» принимали участие Юрий Альберт, Сергей Ануфриев, Дмитрий Гутов, Владислав Ефимов, Елена Елагина, Анатолий Журавлев, Константин Звездочетов, Мария Константинова, Юрий Лейдерман, Игорь Макаревич, Андрей Монастырский, Антон Ольшванг, Павел Пепперштейн, Виктор Пивоваров, Мария Серебрякова, Надежда Столповская, Андрей Филиппов, Ольга Чернышева.
Первым проектом непосредственно в пространстве галереи стала выставка Ольги Чернышевой в 1992 году.
Галерея 1.0 прекратила свое существование в 1995 году.

## Наиболее известные проекты
- 1991 — «Приватные занятия». Ю. Альберт, С. Ануфриев, Д. Гутов и др.[2]
- 1991 — «По плану». Сергей Ануфриев, Александр Гнилицкий.[4]
- 1992 — «Ольга Чернышева». Ольга Чернышева.[1]
- 1993 — «Портрет…». Александр Ройтбурд.[5]

## Цитаты
- «Название <галереи>, естественно, ассоциировалось с целым рядом вещей. Во-первых, с проектами исторического авангарда 1910-х годов. Во-вторых, с нашей предыдущей деятельностью в "Синтезе", где собственную программу мы сами для себя назвали "Линия ноль", поскольку она была некоммерческая, с отсутствующим профитом. Эта горизонтальная «линия», обратившись вертикалью, и приводила к "1.0". И, в-третьих, знаете, когда пишут тезисы, то начинают их с 1.1, 1.2 и т.д. А 1.0 получается ещё раньше, практически вне ряда, как самый-самый первый тезис —  такая у нас была амбиция»[1] — Владимир Левашов, 2015.
- «Стиль галереи “1.0” можно определить как “игра в бисер”. Директор галереи Владимир Левашов сам по себе, а также как искусствовед и куратор — представляет из себя персонажа Германа Гессе. Этим все сказано»[3] — Георгий Литичевский, 2014.